# 1197

## Události
- prosinec – Vladislav Jindřich se vzdává českého knížecího stolce a stává se dědičným markrabětem moravským. Na český trůn nastupuje Přemysl Otakar I.

## Narození
- 22. října – Džuntoku, 84. japonský císař († 7. října 1242)
- červenec – Raimond VII. z Toulouse, hrabě z Toulouse, vévoda z Narbonne a markýz z Provence († 27. září 1249)
- ? – Beatrix Štaufská, římská královna z dynastie Štaufů († 11. srpna 1212)

## Úmrtí
- 1. června – Gertruda Bavorská, dánská královna (* okolo 1154)
- 15. června – Jindřich Břetislav, český kníže (* ?)
- 10. září – Jindřich II. ze Champagne, hrabě ze Champagne, účastník křížové výpravy a nekorunovaný král Jeruzaléma (* 29. července 1166)
- 28. září – Jindřich VI. Štaufský, císař Svaté říše římské (* 1165)
- 20. prosince – Albrecht III. z Bogenu, hrabě z Bogenu (* 11. července 1165)
- ? – Markéta Francouzská, královna anglická a uherská (* 1158)
- ? – Petr II. Bulharský, obnovitel samostatného bulharského státu a samozvaný car (* ?)

## Hlavy států
- České knížectví – Jindřich Břetislav – Vladislav Jindřich – Přemysl Otakar I.
- Svatá říše římská – Jindřich VI. Štaufský
- Papež – Celestýn III.
- Anglické království – Richard I. Lví srdce
- Francouzské království – Filip II. August
- Polské knížectví – Lešek I. Bílý
- Uherské království – Emerich Uherský
- Sicilské království – Konstancie s Jindřichem I. / Fridrich II. Štaufský
- Kastilské království – Alfonso VIII. Kastilský
- Rakouské vévodství – Fridrich I. Babenberský
- Skotské království – Vilém Lev
- Byzantská říše – Alexios III. Angelos